# Brug bij Geel-Stelen
De brug bij Geel-Stelen is een brug over het Albertkanaal nabij Stelen in de Belgische stad Geel. De stalen boogbrug heeft een overspanning van 123 meter en een breedte van 15,6 meter. Ze verving in 2019 een vorige brug in het kader van een project om alle bruggen op het Albertkanaal een doorvaarthoogte van 9,1 meter te geven, twee meter meer dan de doorvaarthoogte van de vorige brug.
In het najaar van 2017 startten de eerste werken rond de oude brug ter voorbereiding van de verplaatsing zodat deze brug op een 20 meter westelijk gelegen locatie als tijdelijke kanaaloversteek kon dienen tijdens de bouw van de nieuwe brug in 2018-2019. Eind 2019 werd de nieuwe boogbrug opengesteld voor het verkeer.